# Kryštof Blekta z Outěchovic na Beranově
Kryštof Blekta z Outěchovic na Beranově (1580-1621 Brno) byl český a moravský šlechtic z rodu Blektů z Útěchovic a účastník stavovského povstání.  
Žil nejprve v Čechách, kde pravděpodobně držel Tlustec jako dědic jednoho ze svých strýců. Byl pravděpodobně ženatý v Čechách a po smrti své první manželky se přestěhoval na Moravu a oženil se znovu. 
Během stavovského povstání byl Kryštof Blekta členem moravského stavovského direktoria, za což byl později odsouzen a jeho statky byly zkonfiskovány. Nejprve dostal milost, když však v povstalecké činnosti neustal a spikl se se sedmihradským knížetem Gabrielem Betlenem, kterému chtěl vydat Uherské Hradiště, byl po prozrazení plánu uvězněn a sťat.